# 팀발랜드
팀발랜드(영어: Timbaland 팀벌랜드[*], 본명: 티머시 재커리 모슬리(Timothy Zachery Mosley), 1972년 3월 10일 ~ )은 미국의 힙합, R&B 프로듀서 겸 가수다. 90년대에 가장 실력있는 음악 PD였으며, 그가 첫 번째로 프로듀싱한 앨범은 Ginuwine의 'Ginuwine...the Bachelor' 이었다.

## 생애
티모스 Z. 모즐리란 본명으로 버지니아주 노포크에서 출생한 그는 10대 시절에는 힙합 DJ로 일하면서, 미시 앨리엇과 친구가 되었다. 그녀의 R&B 그룹 녹음을 위한 시청용 녹음을 모으는 프로젝트가 끝나면서 그의 제작 기능이 인기있던 R&B 프로듀서 드반테 스윙의 눈에 띄어 그를 스튜디오 작업에 격려하여, 그의 별명을 "팀발랜드"라고 지어준다.

### 개요
그는 1996년 알리야의 앨범 《One in a Million》과 1997년 미시 앨리엇의 'Supa Dupa Fly'로 프로듀서로써 성공했다. 이외에도 Jay-z, 릴킴등과 작업하며 R&B, 힙합 프로듀서로 이름을 알리게되며, 그후에도 더 게임, Jay-z, 저스틴 팀버레이크, 레드맨, 에미넴, 나스, Snoop Dogg, 제이다키스, 티-페인, T.I, 닥터 드레, 마돈나, 카니예 웨스트, 넬리 퍼타도, 다이도, 린킨파크, 케리 힐슨, 원리퍼블릭 등과 작업하며, 2000년대에 역시 탑프로듀서로 성공하게 된다. 또한 Magoo라는 랩퍼와 팀을 만들어 'Timbaland & Magoo'로 활동하기도 했었다.